# Decatoca spenceri
Decatoca spenceri är en ljungväxtart som beskrevs av Ferdinand von Mueller. Decatoca spenceri ingår i släktet Decatoca, och familjen ljungväxter. Inga underarter finns listade i Catalogue of Life.